# Скшипюв
Скшипюв (пол. Skrzypiów) — село в Польщі, у гміні Пінчів Піньчовського повіту Свентокшиського воєводства.
Населення — 364 особи (2011).
У 1975-1998 роках село належало до Келецького воєводства.

## Демографія
Демографічна структура на день 31 березня 2011 року:
|          | Загалом | Допрацездатний вік | Працездатний вік | Постпрацездатний вік |
| -------- | ------- | ------------------ | ---------------- | -------------------- |
| Чоловіки | 171     | 36                 | 109              | 26                   |
| Жінки    | 193     | 38                 | 113              | 42                   |
| Разом    | 364     | 74                 | 222              | 68                   |